# Jej Wysokość Zosia: Pałac na wodzie
Jej Wysokość Zosia: Pałac na wodzie (ang. Sofia the First: The Floating Palace) – amerykański film animowany z 2013 roku w reżyserii Jamie Mitchell, Larry’ego Leichlitera i Sama Riegela wyprodukowany na podstawie serialu Jej Wysokość Zosia.
Światowa premiera filmu miała miejsce 24 listopada 2013 roku na amerykańskim Disney Channel. W Polsce premiera filmu odbyła się 1 lutego 2014 roku na antenie Disney Channel, a kilka godzin później film został wyemitowany również na kanale Disney Junior.

## Opis fabuły
Zosia i jej rodzina wyruszają na wycieczkę do Merroway Cove. Tam bohaterka spotyka młodą syrenę o imieniu Oona. Gdy pomaga jej wyplątać płetwę z sieci zaprzyjaźnia się z nią oraz za sprawą magicznego amuletu zamienia się w syrenę i razem z nową przyjaciółką poznaje podwodny świat. Okazuje się, że syreny nie ufają ludziom i nie podoba im się, że pałac rodziny Zosii trafił do ich zatoczki, a na dodatek Oona zostaje porwana przez morskiego potwora. Zosia nie ma wyjścia, musi uratować Oonę oraz przywrócić harmonię pomiędzy światem ludzi i syren zanim będzie za późno.

## Obsada
- Ariel Winter – Zosia
- Kiernan Shipka – Oona
- Jodi Benson – Ariel
- Sara Ramirez – Królowa Miranda
- Travis Willingham – Król Roland II
- Darcy Rose Byrnes – Amber
- Zach Callison – Janek

i inni

## Wersja polska
Wersja polska: SDI Media Polska

Reżyseria: Joanna Węgrzynowska-Cybińska

Dialogi: Ewa Mart

Kierownictwo muzyczne: Juliusz Kamil

Teksty piosenek: Tomasz Robaczewski

Kierownictwo produkcji: Beata Jankowska

Producent polskiej wersji językowej: Disney Character Voices International, Inc.

Wystąpili:
- Magda Kusa – Zosia
- Alicja Kozieja – Oona
- Tomasz Steciuk – Cedryk
- Jakub Szydłowski – Uszaty
- Grzegorz Kwiecień – Król Roland II
- Aneta Todorczuk-Perchuć – Królowa Miranda
- Krzysztof Cybiński – Sven
- Natalia Jankiewicz – Amber
- Jan Kulczycki – Admirał Hornpipe
- Grzegorz Pierczyński – Robal
- Paulina Sacharczuk – Cora
- Jacek Król – Plank
- Izabella Bukowska – Królowa Emmaline
- Kacper Cybiński – Janek

W pozostałych rolach:
- Beata Jankowska-Tzimas – Ariel
- Miłogost Reczek – Szambelan Bartłomiej
- Bartosz Martyna – Franek

i inni
Wykonanie piosenek:
- Jej Wysokość Zosia: Magda Kusa oraz chór w składzie: Katarzyna Owczarz, Agnieszka Tomicka, Anna Sochacka, Anna Frankowska
- Koralowa Zatoka: Krzysztof Cybiński, Magda Kusa, Alicja Kozieja oraz chór w składzie: Izabela Ziółek, Katarzyna Owczarz, Juliusz Kamil, Jakub Szydłowski
- Dwa światy jeden cel: Beata Jankowska-Tzimas, Magda Kusa

Lektor: Artur Kaczmarski